# Округ Џеф Дејвис (Тексас)
Округ Џеф Дејвис (енгл. Jeff Davis County) је округ у америчкој савезној држави Тексас. По попису из 2010. године број становника је 2.342.

## Демографија
Према попису становништва из 2010. у округу је живело 2.342 становника, што је 135 (6,1%) становника више него 2000. године.
| Група             | 2000.         | 2010.         |
| Белци             | 1.376 (62,3%) | 1.490 (63,6%) |
| Афроамериканци    | 20 (0,9%)     | 23 (1,0%)     |
| Азијати           | 2 (0,1%)      | 7 (0,3%)      |
| Хиспаноамериканци | 783 (35,5%)   | 790 (33,7%)   |
| Укупно            | 2.207         | 2.342         |